# (400356) 2007 VP135
(400356) 2007 VP135 es un asteroide que forma parte del cinturón interior de asteroides descubierto el 3 de noviembre de 2007 por el equipo del Mount Lemmon Survey desde el Observatorio del Monte Lemmon, Arizona, Estados Unidos.

## Designación y nombre
Designado provisionalmente como 2007 VP135.

## Características orbitales
2007 VP135 pertenece al Grupo de Hungaria, está situado a una distancia media del Sol de 1,872 ua, pudiendo alejarse hasta 1,968 ua y acercarse hasta 1,776 ua. Su excentricidad es 0,051 y la inclinación orbital 19,58 grados. Emplea 936,062 días en completar una órbita alrededor del Sol.

## Características físicas
La magnitud absoluta de 2007 VP135 es 17,5. 